# Guagua Tarqui
Guagua Tarqui es un sector de la parroquia Tarqui del cantón Cuenca, ciudad de Ecuador. Cuenca, oficialmente Santa Ana de los cuatro Ríos de Cuenca, capital de la provincia del Azuay ubicada en el sur de Ecuador.

## Historia
La palabra Tarqui proviene de un vocablo precolombino por la que tiene varios significados. Según el estudio lingüístico de Oswaldo Encalada señala es de origen kiwcha el cual significa “paso”. Wawa o guagua, tomado del quichua es referido a las criaturas pequeñas. En el contexto geográfico de entrada sur a la ciudad de Cuenca, Guapondelig o Tumipamba, Tarqui es el paso grande, mientras que un valle más pequeño y contiguo al valle de tarqui, separado por solo una formación montañosa se llamó guagua tarqui o pequeño paso.
En lo referente a asentamientos antiguos las zonas de Tarqui estuvieron ocupadas por la Gran Confederación Cañarí, con restos de cerámica que lo prueban. Luego en su historia también resalta la invasión incaica, los cuales hicieron sus asentamientos en este sector creando un paso importante al Camino del Inca. Además, durante la época de la colonia, los españoles e indígenas que poblaban la ciudad de Cuenca se dedicaron a la agricultura y la ganadería por lo que estos optaron por asentarse en sitios más abiertos, pero cercanos a la ciudad, es así que poco a poco ocuparon el territorio que se conoce como Tarqui, anteriormente con el nombre de Valle de Tarqui.

Batalla de Tarqui

El sector de Guagua Tarqui ha sido importante para la historia más famosa del austro ecuatoriano, la Batalla de Tarqui, al ubicarse en los Andes, la parroquia de Tarqui contiene una de las pocas llanuras amplias, Simón Bolívar aguardó su caballería detrás de las colinas medianas del valle de Tarqui, en Guagua Tarqui, paso pequeño, paso aledaño al de Tarqui, 18 escuadrones de caballería aguardaron tras el minúsculo valle detrás de la montaña hasta la llegada del mariscal Sucre con la tropa peruana.

Primera misión geodésica.

Y dentro de otro acontecimiento importante para el país Guagua Tarqui fue punto  del trabajo de la Misión Geodésica Francesa, que llegaron para comprobar la redondez de la tierra, tomando como punto de observación Sur el punto donde termina Guagua Tarqui y empieza Mama Tarqui, trabajo que dio como resultado la definición de la esfericidad de la tierra y origen al sistema métrico decimal.

## Geografía
Es un pequeño valle, rodeado de colinas mediadas que se encuentra en los Andes, a 12 km al sur de la ciudad de Cuenca, se encuentra atravesado por el río Tutupali, fluyente viva permanente. 
Al norte se encuentra el cantón Cuenca, comunidad de Zhucay, al este la comunidad de Atucloma, al oeste la comunidad de Tutupali Grande y al sur la comunidad de Tutupali Chico
- Latitud: -2.9833333
- Longitud: -79.0666667
- UFI: -927334
- UNI: -1372373
- UTM: QS17
- JOG: SA17-12[6]

## Economía
Debido a su ubicación geográfica, zona rural, la economía de Guagua Tarqui se basa en actividades agropecuarias. Al ser una zona con abundantes recursos en terrenos productivos, pastizales, grandes llanuras y recursos acuíferos su principal actividad es la agricultura, seguido de la pecuaria, pesca y manufactura. Desde el 2015 se realizó el asfaltado vial mejorando las condiciones físicas para el transporte de bienes desde el sector a la ciudad y visceversa.

## Agricultura
En Guagua Tarqui se han identificado 5 cultivos predominantes. En primer lugar se encuentra el maíz por ser un cultivo y alimento tradicional, con un ciclo productivo anual. Seguido por el fréjol una asociación del maíz y las habas. En cuarto y quinto lugar están las arvejas, papas y coles. En algunas comunidades se encuentran entre el tercer, cuarto y quinto lugar productos como hortalizas, cebada, manzanas, ciruelas, moras y capulies. Los pequeños excedentes se destinan a la venta que representan el 5% y el 95% sirven para autoconsumo y semillas para siembras futuras.

## Pecuaria
Las principales especies animales que se crían en la parroquia de Tarqui son ganado bovino, porcino, ovino, cuyes, aves y otros, destacando las crías de ganado bovino.

## Flora
Es un matorral húmedo montano. Se han identificado para la parroquia 123 especies de plantas, especialmente leñosas, de las cuales 12 son endémicas, 94 nativas y 17 introducidas.

## Fauna
El sector se caracteriza por una diversidad de animales, tanto silvestres como domésticos. Entre los animales silvestres se pueden encontrar mamíferos como el conejo, venado, raposo; una cantidad no estudiada de aves, reptiles como ranas, peces de río y variedad de insectos. En lo referente a los animales domésticos están el ganado vacuno, patos, gansos, ovejas, cerdos, perros, gatos, caballos, gallinas, cuyes y burros entre otros.

## Clima
Guagua Tarqui posee un clima determinado por el relieve y otros factores naturales. Alberga temperaturas medias anuales de 12 °C a 20 °C. y una precipitación de 500 a 2000 milímetros, de los cuales se encuentran distribuidos en los meses de octubre a noviembre y de febrero a mayo. Dando como resultados climas fríos, por encontrarse a 2700 a 2800 metros sobre el nivel del mar.